# Maurizio Vandelli (cantante)
Maurizio Vandelli (Modena, 30 marzo 1944) è un cantante italiano, soprannominato il Principe, uno dei membri storici e voce leader del gruppo Equipe 84.

## Biografia
Si forma artisticamente in anni in cui il fermento musicale internazionale era segnato dalla musica beat e dalla musica pop.
Inizia ad esibirsi con l'amico Victor Sogliani in locali estivi sulla costa romagnola e marchigiana. Lasciati gli studi decide di incidere un primo disco e riesce a proporsi per un impegno di tre mesi in Spagna.
Ritornato in Italia riceve un invito inaspettato al Vigorelli di Milano, dove si presenta con il gruppo che diventerà in seguito l'Equipe 84. Il gruppo era composto da Victor Sogliani, Franco Ceccarelli, Alfio Cantarella e Maurizio Vandelli.
Prima dell'Equipe 84 il gruppo dei Giovani Leoni era composto da Franco Ceccarelli, Claudio Dotti, Luigi Simonini e Maurizio Vandelli. Quando i Giovani Leoni si sciolsero nacque l'Equipe 84 a Modena, nel 1963. Nel 1964 il primo 45 giri dell'Equipe 84 contiene Papà e mammà e Quel che ti ho dato. Il vero successo, però, arriva con Io ho in mente te del 1966. Sempre nel 1966, Lucio Battisti propone a Maurizio Vandelli la canzone 29 Settembre che avrà notevole successo artistico. Nel 1969 viene inciso Tutta mia la città. Il gruppo incide sette album dal 1965 al 1977, tutti con la presenza di Vandelli come cantante solista.
All'inizio degli anni '70, Maurizio, causa lo scioglimento del gruppo, incide un album da solista, incidendo e pubblicando l'album L'altra faccia di Maurizio Vandelli che, tuttavia, non segna una sua separazione dal gruppo, dato che Vandelli continua a fare parte dell'Equipe. Di questo periodo, è rimasto celebre anche il rifiuto dell'Equipe 84, raccontato dallo stesso Vandelli in diverse interviste, di incidere il brano Io vagabondo (che non sono altro), che venne quindi proposto da Maurizio ai Nomadi, dei quali decretò il successo.
Dopo lo scioglimento dell'Equipe 84, nel 1979, Vandelli abbandona momentaneamente la musica per dedicarsi alla realizzazione di spot pubblicitari per svariate aziende come Standa, RAI, Five Records, Baby Records; realizza anche lo spot per il primo LP di Fiorello. Nel 1982, con lo pseudonimo di Key Of Dreams incide la cover di Africa originariamente realizzata dal gruppo statunitense dei Toto. Versione molto fedele all'originale e ideata specificamente per le discoteche.
Nel 1989 vince la trasmissione televisiva Una rotonda sul mare con il brano 29 settembre; nello stesso anno torna in sala di incisione per registrare l'album 29 settembre 89, che viene premiato con il Disco di platino e che segna il suo definitivo ritorno nel mondo della musica; l'anno successivo rilascia un nuovo album, Sei nei '90, mentre nel 1993 partecipa al Festival di Sanremo cantando assieme ad altri due gruppi storici degli anni sessanta, i Dik Dik ed i Camaleonti, la canzone Come passa il tempo, poi inserita nell'omonimo album.
Contemporaneamente, esce il CD Walzer d'un Blues di Adelmo e i suoi Sorapis dove Vandelli conquista il Disco d'Oro insieme agli altri componenti del supergruppo: Zucchero Fornaciari, Dodi Battaglia, Umbi Maggi, Fio Zanotti e Michele Torpedine.
Nel giugno degli anni 2000 e 2001 ha condotto, su Canale 5, il varietà musicale I ragazzi irresistibili, insieme a Little Tony, Rita Pavone e Adriano Pappalardo, nel quale ha interpretato un repertorio di canzoni che hanno segnato la storia della musica pop dagli anni sessanta.
Ogni anno, generalmente in estate, si esibisce in tour accompagnato da un quintetto di grandi musicisti, con Alessio Saglia (tastiere), Massimiliano "Gens" Gentilini (basso), David Casaril (batteria), Gian Marco Bassi (chitarra solista), Claudio Beccaceci (chitarra ritmica). Nel 1962 ebbe modo di assistere personalmente alle prove di I saw her standing there a Londra, da parte dei Beatles, il che lo portò a conoscere Paul McCartney, John Lennon e Richard Lester.
Nel 2018 torna in sala d'incisione con lo storico "rivale" Shel Shapiro - con il quale aveva già suonato durante alcuni concerti negli anni precedenti e con cui, nel 2016, aveva effettuato un duetto durante la trasmissione Viva Mogol! - per registrare insieme un album dal titolo Love and Peace, pubblicato il 21 settembre dello stesso anno; i due cantanti fanno poi seguire all'album un tour congiunto.
Nel 2019 è giurato per l'academy della seconda edizione di Sanremo Young, sempre in coppia con Shapiro.
Nel 2022 esce il Libro con doppio CD di Vandelli Emozioni Garantite, in cui canta le canzoni di Lucio Battisti a cui ha collaborato in studio d'incisione. Il tutto seguito da un grande Tour che proseguirà anche nel 2024.

## Discografia
- 1970 - L'altra faccia di Maurizio Vandelli
- 1989 - 29 settembre '89
- 1990 - Sei nei '90
- 1993 - Come passa il tempo e i più grandi successi (con i Camaleonti e i Dik Dik)
- 2018 - Love and Peace (con Shel Shapiro)
- 2022 - Emozioni Garantite